# کاناکو واتانابه

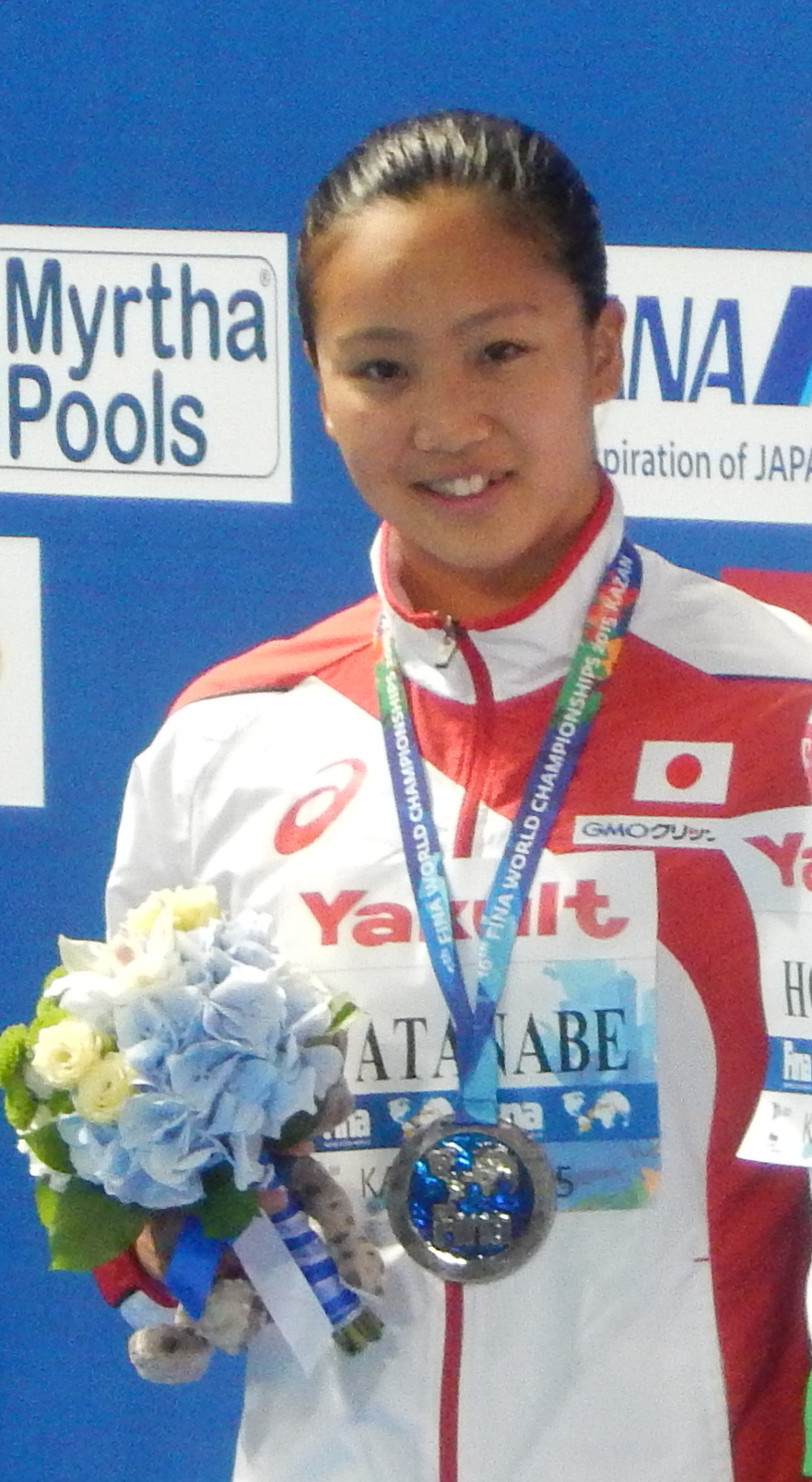
کاناکو واتانابه در سال ۲۰۱۵

کاناکو واتانابه (به انگلیسی: Kanako Watanabe) (زادهٔ ۱۵ نوامبر ۱۹۹۶) شناگر اهل ژاپن است.